# Kurt van der Basch
Kurt van der Basch (* 1975) je kanadský ilustrátor, tvůrce filmových storyboardů a příležitostný herec. Jeho matka je Kanaďanka, otec pochází z Nizozemska. Od roku 1999 žije v Praze.

## Život
V Kanadě studoval hru na klavír na Acadia University, považoval se však za průměrného hudebníka a proto školy zanechal. Když mu bylo 24 let, rozhodl se odjet do Evropy a živit se jako učitel angličtiny. Prahu si jako svůj nový domov zvolil proto, že měl ve škole profesorku, která do Kanady emigrovala v roce 1968 právě z Československa.
Kromě učitelství pracoval též jako barman, například v pražské kavárně Érra Café. K práci u filmu se poprvé dostal jako asistent ve Filmových ateliérch Barrandov. Postupem času se začal věnovat výtvarným profesím.
Van der Basch je gay. V minulosti žil v registrovaném partnerství. K jeho koníčkům patří běh.

## Profesní dráha
Prvním filmem, pro který Van der Basch vytvořil storyboard, byl snímek Naprosto osvětleno. Coby tvůrce storyboardů se dále podílel například na filmech Iluzionista, Atlas mraků, Star Wars: Síla se probouzí, Assassin's Creed nebo Čarodějka.
U jiných produkcí zastával funkce concept artist, concept illustrator nebo production designer.
V roli výtvarníka se podílel též na vzniku videoklipů Janet Jackson a Kanye Westa a dále na projekcích používaných během turné Sticky & Sweet Tour zpěvačky Madonny.
V roce 2001 si Van der Basch zahrál v televizním seriálu Duch český. Šlo o dvojroli amerického šéfredaktora společenského týdeníku Jacka a zároveň jeho strýce Jimmyho. Menší role ztvárnil v seriálu The Immortal a ve filmu Lovci dinosaurů.